# DIXY
DIXY es la tercera mayor compañía rusa de venta minorista de productos de alimentación y de perecederos. La compañía y sus subsidiarias tienen 906 supermercados de barrio en Moscú, San Petersburgo y en tres distritos federales rusos: Central, Noroeste y Urales así como en la región de Kaliningrado. Estos mercados conjuntamente suponen más de la mitad del mercado de venta al detalle de productos diarios perecederos y alimentarios en la Federación rusa. Se compone de tres marcas de venta siendo 733 tiendas Dixy, 8 tiendas Minimart y 165tiendas Megamart. DIXY es subsidiaria del Grupo Mercury.
La compañía fue fundada en 1992 en San Petersburgo y empezó su expansión en 1999 cuando abrió una tienda de venta en Moscú. Desde ahí se expandió a otras regiones del país hasta alcanzar las más de 900 actuales en Rusia.
DIXY tiene 8 centros de distribución que aprovisionan sus tiendas en las regiones clave y también posee su propia flota de camiones, que optimizan los costes de transporte y aseguran una entrega puntual a los puntos de venta.
Los principales competidores de DIXY son X5 Retail Group, Magnit, Metro Group, Auchan entre otros.